# Denis Joseph O'Connell
Denis Joseph O'Connell (Donoughmore, 28 gennaio 1849 – Richmond, 1º gennaio 1927) è stato un vescovo cattolico irlandese naturalizzato statunitense.

## Biografia
Monsignor Denis Joseph O'Connell nacque a Donoughmore, nella contea di Cork in Irlanda, il 28 gennaio 1849. Era figlio di Michael e di sua moglie Bridget, nata O'Connell. La sua famiglia poco dopo emigrò negli Stati Uniti e si stabilì nella Carolina del Sud, dove due fratelli di suo padre, Jeremiah e Joseph, operavano come sacerdoti missionari.

### Formazione e ministero sacerdotale
Fin da giovane si sentì chiamato al sacerdozio e così nel 1868 entrò nel collegio "San Carlo" di Ellicott City. Venne all'attenzione di monsignor James Gibbons, allora vicario apostolico della Carolina del Nord. Grazie anche all'influenza degli zii, nel 1871 venne mandato a Roma per studiare al Pontificio collegio americano del Nord. Era così brillante negli studi che al suo esame per il conseguimento del dottorato in teologia, il cardinale prefetto e i professori d'esame glielo concessero per acclamazione invece che con il solito metodo di votazione".
Il 26 maggio 1877 fu ordinato presbitero per la diocesi di Richmond dal cardinale Raffaele Monaco La Valletta. Quando monsignor Gibbons venne nominato arcivescovo metropolita di Baltimora, nel mese di novembre del 1877 lo inviò a Roma come suo procuratore per ricevere il pallio. Nei due mesi di permanenza a Roma osservò da vicino le funzioni della Curia romana. Nel 1885 venne nominato rettore del Pontificio collegio americano del Nord. Mantenne l'incarico fino al 1895. Come rettore fu il contatto non ufficiale a Roma per i vescovi americani. Al suo ritorno a Richmond divenne parroco della chiesa di San Pietro.
Dal 1903 al 1909 fu rettore dell'Università Cattolica d'America a Washington.

### Ministero episcopale
Il 16 dicembre 1907 papa Pio X lo nominò vescovo titolare di Sebaste di Frigia. Il 24 dello stesso mese lo nominò anche vescovo ausiliare di San Francisco. Ricevette l'ordinazione episcopale il 3 maggio successivo dal cardinale James Gibbons, arcivescovo metropolita di Baltimora, coconsacranti l'arcivescovo metropolita di Cincinnati Henry Moeller e il vescovo di Charleston Henry Pinckney Northrop.
Il 19 gennaio 1912 papa Pio X lo nominò vescovo di Richmond. Prese possesso della diocesi il 19 marzo successivo.
Il 15 gennaio 1926 papa Pio XI accettò la sua rinuncia al governo pastorale della diocesi per motivi di salute e lo nominò arcivescovo titolare di Mariamme.
Morì a Richmond il 1º gennaio 1927 all'età di 77 anni. È sepolto nel Mount Calvary Cemetery di Richmond.
Gli è intitolata la Bishop Denis J. O'Connell High School di Arlington, in Virginia, fondata quando quella località faceva parte della diocesi di Richmond.

## Genealogia episcopale
La genealogia episcopale è:
- Cardinale Scipione Rebiba
- Cardinale Giulio Antonio Santori
- Cardinale Girolamo Bernerio, O.P.
- Arcivescovo Galeazzo Sanvitale
- Cardinale Ludovico Ludovisi
- Cardinale Luigi Caetani
- Cardinale Ulderico Carpegna
- Cardinale Paluzzo Paluzzi Altieri degli Albertoni
- Cardinale Gaspare Carpegna
- Cardinale Fabrizio Paolucci
- Cardinale Francesco Barberini
- Cardinale Annibale Albani
- Cardinale Federico Marcello Lante Montefeltro della Rovere
- Vescovo Charles Walmesley, O.S.B.
- Arcivescovo John Carroll, S.I.
- Vescovo Benedict Joseph Flaget, P.S.S.
- Arcivescovo Martin John Spalding
- Cardinale James Gibbons
- Vescovo Denis Joseph O'Connell